# Av Oss, For Oss
 (février 2015).
 (mars 2019).
Si vous disposez d'ouvrages ou d'articles de référence ou si vous connaissez des sites web de qualité traitant du thème abordé ici, merci de compléter l'article en donnant les références utiles à sa vérifiabilité et en les liant à la section « Notes et références ».
Albums de Einherjer
Norrøn
Av Oss, For Oss est un album du groupe de viking metal Einherjer sorti en 2014.

## Liste des morceaux
1. Fremad
2. Hammer I Kors
3. Nidstong
4. Hedensk Oppstandelse
5. Nord Og Ner
6. Nornene
7. Trelldom
8. Av Oss, For Oss